# エリック・サーデ
エリック・ハレド・サーデ（Eric Khaled Saade, アラビア語: اريك خالد سعادة, Īrik Ḵālid Saʿāda, 1990年10月29日 - ）は、スウェーデンのポップシンガー。ボーイ・バンド「ワッツ・アップ!」で2年間活動の後、2009年2月にソロデビューした。
スウェーデン国内で開催されたMelodifestivalen 2011にて「ポピュラー」を歌って優勝し、2011年5月にドイツので開催されたユーロビジョン・ソング・コンテスト2011に出場し、3位を飾った（これは1999年にシャロッテ・ペレッリが優勝して以来、同国が上位から久しく遠ざかっていた中での最高順位）。

## 経歴
サーデは、ヘルシンボリ郊外のカッタルプにて、レバノン生まれの父（レバノン人）とスウェーデン人の母の間に、8人兄弟の2人目の子として生まれた。両親はサーデが4歳の時に離婚した。13歳の時より歌を書きだした。15歳でレコード会社と契約するまではサッカーに一番の関心を持っていた。
ソロデビュー前はスウェーデンのボーイ・バンド「ワッツ・アップ!」に加入していた。2009年にソロ・デビューを発表した。
2009ロキシーレコードのソロ歌手としてテレビで活躍
2009年はスウェーデン語の音楽コンテストマイ・キャンプ・ロックで司会した。さらに同年、スウェーデン全土のコンテストジュリアズ・シューティング・スターズでも司会を務めた。
2009年8月にロキシー・レコードと契約し、12月にフレデリック・シェンペとピーター・ボストロムのプロデュースによる1枚目のシングル「スリープレス」を発表、スウェーデン・チャートにて44位。
2010スウェーデンでブレーク、マスカレード & マスカレードツアー
2010年1月にスカンディナビア・ポップの「ブライテスト・ニュー・ホープ 2010」を受賞。

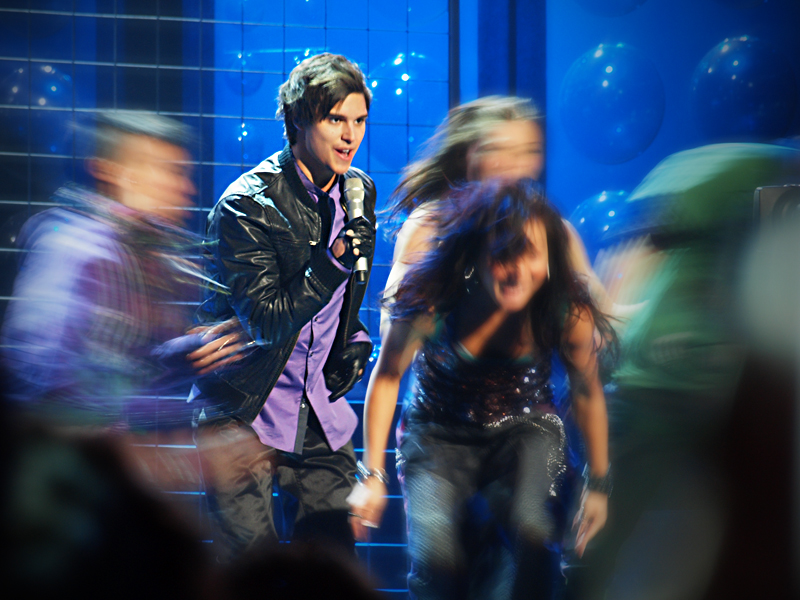
Melodifestivalen出演時（2010年）

2010年2月12日にメロディーフェスティバーレン 2010の2回目のセミファイナルに出演。このコンテストはユーロビジョン・ソング・コンテストのスウェーデン代表を選出するため、サーデはフレデリック・シェンペとピーター・ボストロムによる「マンボーイ」にてセミファイナルで1位となり、最終的には3位となった。
2010年3月3日に「マンボーイ」が発売され、スウェーデン配信ランキングで1位となり、6月にはプラチナディスクを記録した。2010年3月に「マンボーイ」で「Marcel Bezençon Awards」にてプレスアワードを受賞、さらにアーティスティックアワードも受賞。2010年5月19日にファーストソロアルバム『Masquerade』をリリース。このアルバムはスウェーデンでは2位を記録し、ゴールドディスクとなった。 

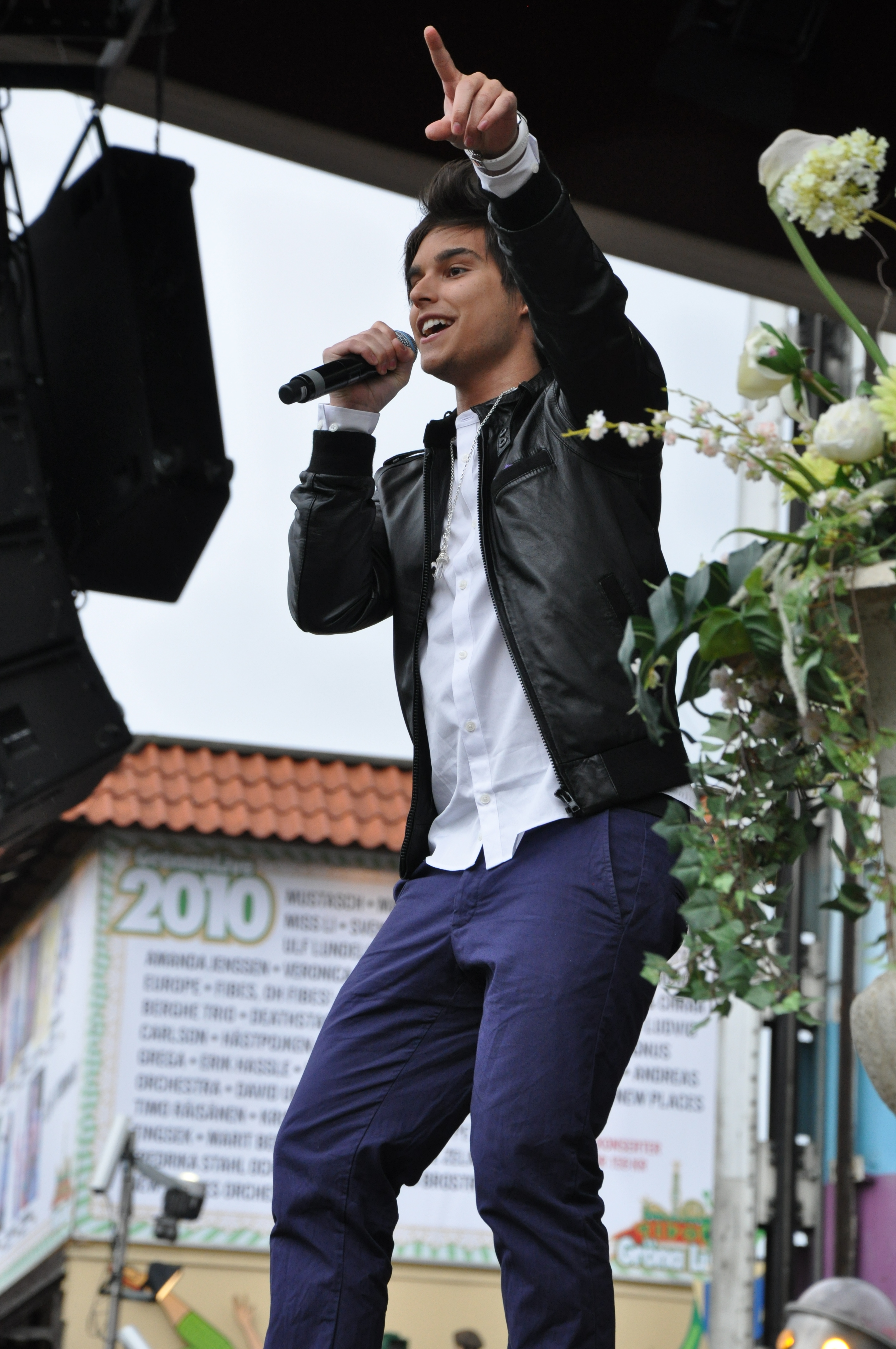
マスカレード・ツアーでのエリック

デビューアルバム発売後、最初のツアー「マスカレード・ツアー」を開始し、2010年6月9日 - 同年9月11日までスウェーデン国内で24回のコンサートを開いた。2010年6月28日にサーデとFredrik Kempeによる3枚目のシングル「ブレイク・オブ・ドーン」をスウェーデンにて発売、スウェーデンにて45位を記録。2010年8月にサーデは「Rockbjörnen Awards」にて「Manboy」が3つのカテゴリー「Best Swedish Male Live Artist」、「Best Breakthrough Act」、「Best Swedish Song of the Year」でノミネート。
2010年後半にも「Masquerade」と「It's Gonna Rain」をリリース。TMasquerade のミュージッククリップは8月10日に初公開された。「It's Gonna Rain」は2010年10月22日に公開された。
2011ユーロビジョン・ソング・コンテスト, Saade Vol. 1, Saade Vol. 2, Made of Pop Concert
2011年1月にサーデはScandipop Awardsで6つの部門でノミネート（「It's Gonna Rain」と「Manboy」で「Best Single from a New Artist」部門、「Best Male Single」部門、「Masquerade」で「Best Male Album」部門、「Best New Artist」部門）され、「Best Album from a New Artist」部門ならびに「Best Male Single」部門で受賞。
2011年1月にサーデは「Swedish Grammis」において「Manboy」が「Song of the Year」部門でノミネートされた。2011年1月14日スウェーデンにて「Still Loving It」を2枚目のアルバムよりリリース。2010年2月12日に「Melodifestivalen 2010」の2回目のセミファイナルに出演。
2011年2月19日、「Melodifestivalen」に2度目の出場、3回目のセミファイナルにて8番目で出演。そして3月12日の決戦にて 「Popular」で193ポイントを獲得して優勝した。
2011年4月14日に、「Popular」のビデオクリップが公開された。
2011年5月12日にユーロビジョン・ソング・コンテスト2011のセミファイナルにて出演し、セミファイナルで優勝。2011年5月14日にファイナルにて3位入賞。スウェーデン歌手としての入賞は1999年にシャロッテ・ペレッリの「Take Me to Your Heaven」の受賞以来久しぶりであった。「Popular」は2011年2月28日にスウェーデン国内でリリースされており、Swedish ringtone Chartsで一位を記録しており、2011年7月までにスウェーデン国内で4万枚売れ、ダブルプラチナ・ディスクとなっていた。
ミュージックビデオは2011年4月14日に公開され、ユーロビジョン・ソング・コンテストの出場のあと、2011年4月25日にフィンランドのiTunesで、5月6日にノルウェーのiTunesで発売した。
さらに2011年5月12日にオーストラリア、ギリシャ、アイルランド、イタリア、日本、リトアニア、メキシコ、オランダ、ニュージーランド、ポルトガル、スペイン、イギリス、アメリカのitunesで発売された、2011年5月18日にはオーストリア、ドイツ、スイスのiTunesで発売された。。2011年5月20日にはベルギーのiTunesで発売された。
2012
1月に、最優秀男性歌手賞、リーダーズ・フェイバリット・オブ・2011、最優秀男性アルバム賞(「サーデ・ボリューム1」と「サーデ・ボリューム2」）最優秀男性シングル賞（「ポピュラー」）、最優秀リミックス賞（「ポピュラー (サウンドファクトリー・リミックス)」）の項目でスカンディポップ・アワーズにノミネートされた。さらに、スウェーデン・グラミー賞の最優秀楽曲賞に「ポピュラー」がノミネートされた。
3月30日から「ポップ・エクスプロージョン・コンサート 2012」というツアーで15公演を行った。
6月、ノルウェーの歌手Tone Damliとの共作「イマジン」を発表。
10月24日、「ミス・アンノーン」と「マーチング (イン・ザ・ネーム・オブ・ラブ)」の2枚のシングルを同時に発表した。さらに、11月には彼のDVD「THE DVD」が発売された。
2013-2014
4月、エリックは公式にアルバムの名前が「フォーギブ・ミー」だということを発表した。4月にはリード・シングル「カミング・ホーム」を発売。このアルバムの内容はジャスティン・ティンバーレイクやロビー・ウィリアムズ、マイケル・ジャクソン等を意識した内容となっており、エリックの今までの作品からテイストを変えたものとなった。
2014年5月、ユニセフを支援するためのチャリティーシングル、「Du är aldrig ensam」を発表。7月には「テイク・ア・ライド (プット・エム・イン・ジ・エアー)」をリリースした。
2015
2月・3月に行われたメロディーフェスティバーレンに自身3度目となる出場を「スティング」で果たした。結果的に順位は5位に終わったものの、スウェーデンのチャートでは5位を記録、自身3枚目となるプラチナムシングルとなった。
5月にはシングル「ガール・フロム・スウェーデン」を発売。スウェーデンのヒートシーカーズチャートでチャートイン。
2016

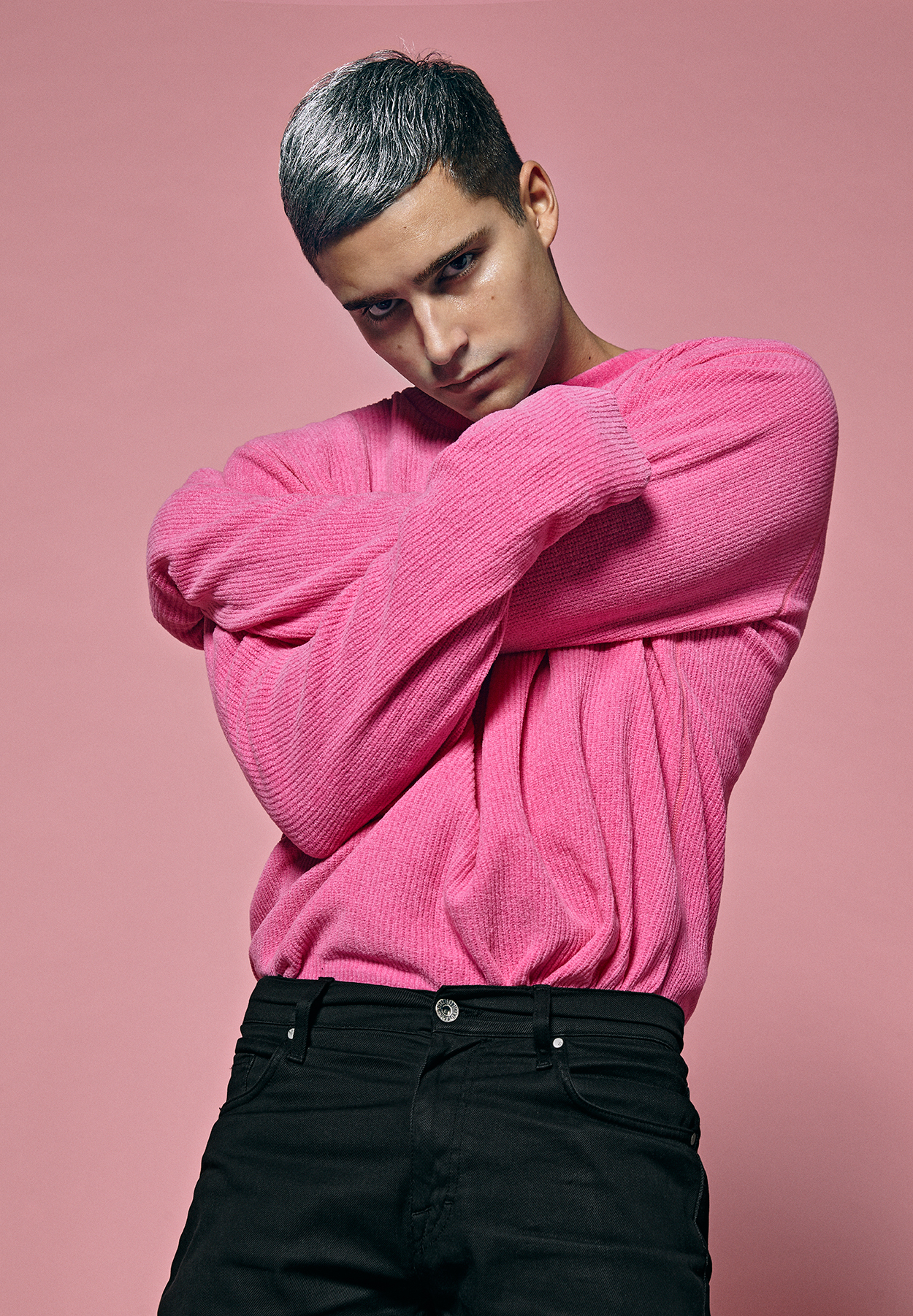
2016年

3月、約1年ぶりとなるシングル「カラーズ」の発売を予告。3月3日、スウェーデンのラジオ局Sveriges Radio P3で初公開。
5月にはマンドゥ・ディアオの元メンバー、グスタフ・ノーレンとの共作「ワイド・アウェイク」を発表した。

## 生活面
エリックはストックホルムに住んでいる。また、スウェーデンのシンガー・モリー・サンデンと交際を長期にわたって続けていたが、2012年1月に正式に交際を解消したことを発表した。
2015年からはファッションブロガーのニコル・ファルチアニと交際している。

## 影響
エリックはテレビでマイケル・ジャクソンを見たことにより、シンガーを志すようになった。また、ロビー・ウィリアムズやブライアン・アダムス、バックストリート・ボーイズからの影響も大きいという。
2013年に発売されたアルバム「フォーギブ・ミー」は主にジャスティン・ティンバーレイクやロビー・ウィリアムズ、マイケル・ジャクソンから触発されたという。

## ツアー
- マスカレード・ツアー（2010年）
- メイド・オブ・ポップ・コンサート（2011年）
- ポップ・エクスプロージョン・コンサート（2012年）
- カミング・ホーム・ツアー（2013年）
- ストリップド・ライブ（2015年）

## ディスコグラフィー

### アルバム

#### オリジナルアルバム
- 『マスカレード』（2010年）
- 『サーデ・ボリューム1』（2011年）
- 『サーデ・ボリューム2』（2011年）
- 『フォーギブ・ミー』（2013年）
- 『Det svarta fåret』（2020年）

#### ベストアルバム
- 『エリック・サーデ：デラックス』（2012年）

#### ライブアルバム
- 『ポップ・エクスプロージョン・ライブ』（2012年）

#### ミニアルバム
- 『カミング・ホーム EP』（2013年）
- 『サーデ』（2016年）

### シングル
- 「スリープレス」（2009年）
- 「マンボーイ」（2010年）
- 「ブレイク・オブ・ドーン」（2010年）
- 「ポピュラー」（2011年）
- 「ハーツ・イン・ジ・エアー (feat. J-Son)」（2011年）
- 「ホッター・ザン・ファイア (feat. DEV)」（2011年）
- 「カミング・ホーム」（2013年）
- 「フォーギブ・ミー」（2013年）
- 「ブーメラン」（2013年）
- 「テイク・ア・ライド (プット・エム・イン・ジ・エアー)」（2014年）
- 「スティング」（2015年）
- 「ガール・フロム・スウェーデン」（2015年）
- 「カラーズ」（2016年）
- 「ワイド・アウェイク」（2016年）
- 「アナザー・ウィーク」（2017年）
- 「Så jävla fel」（2018年）
- 「Vill ha mer （featuring Parham）」（2018年）
- 「Ljuset （with Sarah Dawn Finer)」（2019年）
- 「Skit för varandra」（2019年）
- 「ポストカード (with Anis don Demina)」（2019年）
- 「グラス」（2020年）
- 「Nån som du」（2020年）

#### プロモーション・シングル
- 「マスカレード」（2010年）
- 「イッツ・ゴナ・レイン・エニウェイ」（2010年）
- 「スティル・ラビング・イット」（2011年）
- 「ウィズアウト・ユー・アイム・ナッシング」（2011年）
- 「マーチング (イン・ザ・ネーム・オブ・ラブ)」（2012年）
- 「ミス・アンノーン」（2012年）
- 「ウィニング・グラウンド」（2013年）
- 「Du Är Aldrig Ensam」（2014年）
- 「バック・トゥ・マイセルフ」（2016年）

#### 参加シングル
- 「イマジン （Tone Damli featuring Eric Saade）」（2012年）
- 「フラッシー （A-Lee featuring Eric Saade）」（2013年）